# Ceresium manchuricum
Ceresium manchuricum là một loài bọ cánh cứng trong họ Cerambycidae.